# Costel Pantilimon
Costel Fane Pantilimon (Bacău, 1º febbraio 1987) è un dirigente sportivo ed ex calciatore rumeno, di ruolo portiere, General Manager del SSU Politehnica Timișoara.

## Carriera

### Club
Nato a Bacău, inizia la carriera nell'Aerostar Bacău. Il 1º febbraio 2006, giorno del suo 19º compleanno, si trasferisce al Politehnica Timișoara, dove inizialmente è la riserva del portiere titolare Marius Popa. Nel marzo 2007 esordisce nella massima divisione rumena contro la Dinamo Bucarest. Nel maggio 2008 diviene il portiere titolare della squadra, dopo il trasferimento di Popa nella squadra B voluto dal presidente Marian Iancu. Il 17 ottobre 2009 indossa per la prima volta la fascia di capitano della squadra, contro il Ceahlăul.
Il 5 agosto 2011 il Manchester City annuncia attraverso il proprio sito ufficiale l'acquisto in prestito di Pantilimon dal Politehnica Timișoara. Il portiere rumeno diventa così il più alto giocatore della storia della Premier League, alla pari con Peter Crouch, grazie ai suoi 203 centimetri. Pantilimon ricopre il ruolo di vice di Joe Hart, divenuto il portiere titolare in quella stagione al posto di Shay Given.
Nel dicembre 2011 il City riscatta definitivamente il suo cartellino per circa quattro milioni di euro, mettendolo sotto contratto fino al 2014. Il 2 novembre 2013 Pantilimon fa il suo esordio in Premier League, nella vittoria casalinga per 7-0 contro il Norwich City. Qualche giorno più tardi debutta anche in UEFA Champions League, nella partita vinta per 5-2 contro la CSKA Mosca all'Etihad Stadium.
Al termine della stagione 2013-2014, in cui è titolare in FA Cup e in Coppa di Lega (compresa la vittoriosa finale contro il Sunderland), decide di non rinnovare il suo contratto con i Citizens.
Il 16 giugno 2014 firma un contratto quadriennale con il Sunderland. Inizialmente è la riserva di Vito Mannone, ma dal 3 novembre 2014 ottiene il posto da titolare e lo conserva sino alla fine della stagione. Nella stagione 2014-2015 inizia come titolare, ma perde il posto a vantaggio di Mannone, finendo come terzo portiere dietro a Jordan Pickford.
Il 19 gennaio 2016 è acquistato a titolo definitivo dal Watford, con cui firma un contratto di tre anni e mezzo. Con gli Hornets gioca per il resto della stagione 2015-2016 e per la prima parte dell'annata seguente.
Il 1º settembre 2017 si trasferisce in prestito annuale al Deportivo La Coruña, nella Primera División spagnola, per sostituire l'infortunato Rubén.
Il 31 gennaio 2018 Pantilimon torna in Inghilterra, passando al Nottingham Forest, club della seconda serie, in prestito dal Watford sino alla fine della stagione. Il 3 luglio 2018 è acquistato dal Nottingham a titolo definitivo, firmando un contratto di tre anni.

### Nazionale
Ha militato nella nazionale rumena Under-17, nella nazionale rumena Under-19 e dal 2006 al 2008 nella nazionale rumena Under-21.
Il 19 novembre 2008 esordisce con la nella nazionale maggiore in amichevole contro la Georgia. È convocato per l'europeo del 2016 in Francia, dove Anghel Iordănescu lo tiene in panchina come riserva di Ciprian Tătărușanu.

## Statistiche

### Presenze e reti nei club
Statistiche aggiornate al 19 gennaio 2016.
| Stagione               | Squadra                | Campionato             | Campionato | Campionato | Coppe nazionali | Coppe nazionali | Coppe nazionali | Coppe continentali | Coppe continentali | Coppe continentali | Altre coppe | Altre coppe | Altre coppe | Totale | Totale |
| Stagione               | Squadra                | Comp                   | Pres       | Reti       | Comp            | Pres            | Reti            | Comp               | Pres               | Reti               | Comp        | Pres        | Reti        | Pres   | Reti   |
| ---------------------- | ---------------------- | ---------------------- | ---------- | ---------- | --------------- | --------------- | --------------- | ------------------ | ------------------ | ------------------ | ----------- | ----------- | ----------- | ------ | ------ |
| 2006-2007              | Timișoara              | Liga I                 | 8          | -9         | CR              | 2               | -2              | -                  | -                  | -                  | -           | -           | -           | 10     | -11    |
| 2007-2008              | Timișoara              | Liga I                 | 5          | -3         | CR              | 0               | 0               | -                  | -                  | -                  | -           | -           | -           | 5      | -3     |
| 2008-2009              | Timișoara              | Liga I                 | 31         | -31        | CR              | 2               | -4              | CU                 | 2                  | -3                 | -           | -           | -           | 35     | -38    |
| 2009-2010              | Timișoara              | Liga I                 | 21         | -15        | CR              | 0               | 0               | UCL+UEL            | 4+5                | -4 + -8            | -           | -           | -           | 7      | -7     |
| 2010-2011              | Timișoara              | Liga I                 | 28         | -31        | CR              | 2               | -2              | UEL                | 3                  | -4                 | -           | -           | -           | 33     | -37    |
| Totale Timișoara       | Totale Timișoara       | Totale Timișoara       | 93         | -89        |                 | 6               | -8              |                    | 14                 | -19                |             | -           | -           | 113    | -116   |
| 2011-2012              | Manchester City        | PL                     | 0          | 0          | FACup+CdL       | 1+3             | -3 + -2         | UCL+UEL            | 0                  | 0                  | CS          | 0           | 0           | 4      | -5     |
| 2012-2013              | Manchester City        | PL                     | 0          | 0          | FACup+CdL       | 5+1             | -1 + -4         | UCL                | 0                  | 0                  | CS          | 1           | -2          | 7      | -7     |
| 2013-2014              | Manchester City        | PL                     | 7          | -7         | FACup+CdL       | 5+5             | -5 + -1         | UCL                | 1                  | -2                 | -           | -           | -           | 18     | -15    |
| Totale Manchester City | Totale Manchester City | Totale Manchester City | 7          | -7         |                 | 20              | -16             |                    | 1                  | -2                 |             | 1           | -2          | 29     | -27    |
| 2014-2015              | Sunderland             | PL                     | 28         | -40        | FACup+CdL       | 1+2             | 0 + -2          | -                  | -                  | -                  | -           | -           | -           | 31     | -42    |
| 2015-gen. 2016         | Sunderland             | PL                     | 17         | -33        | FACup+CdL       | 0+1             | -3              | -                  | -                  | -                  | -           | -           | -           | 18     | -36    |
| Totale Sunderland      | Totale Sunderland      | Totale Sunderland      | 45         | -73        |                 | 4               | -5              |                    | -                  | -                  |             | -           | -           | 49     | -78    |
| gen.-giu. 2016         | Watford                | PL                     | 0          | 0          | FACup+CdL       | 0+0             | 0               | -                  | -                  | -                  | -           | -           | -           | 0      | 0      |
| Totale carriera        | Totale carriera        | Totale carriera        | 139        | -156       |                 | 30              | -29             |                    | 15                 | -21                |             | 1           | -2          | 185    | -208   |

### Presenze e reti in nazionale
| Cronologia completa delle presenze e delle reti in nazionale ― Romania | Cronologia completa delle presenze e delle reti in nazionale ― Romania | Cronologia completa delle presenze e delle reti in nazionale ― Romania | Cronologia completa delle presenze e delle reti in nazionale ― Romania | Cronologia completa delle presenze e delle reti in nazionale ― Romania | Cronologia completa delle presenze e delle reti in nazionale ― Romania | Cronologia completa delle presenze e delle reti in nazionale ― Romania | Cronologia completa delle presenze e delle reti in nazionale ― Romania |
| Data                                                                   | Città                                                                  | In casa                                                                | Risultato                                                              | Ospiti                                                                 | Competizione                                                           | Reti                                                                   | Note                                                                   |
| ---------------------------------------------------------------------- | ---------------------------------------------------------------------- | ---------------------------------------------------------------------- | ---------------------------------------------------------------------- | ---------------------------------------------------------------------- | ---------------------------------------------------------------------- | ---------------------------------------------------------------------- | ---------------------------------------------------------------------- |
| 19-11-2008                                                             | Bucarest                                                               | Romania                                                                | 2 – 1                                                                  | Georgia                                                                | Amichevole                                                             | -                                                                      | 46’                                                                    |
| 11-2-2009                                                              | Bucarest                                                               | Romania                                                                | 1 – 2                                                                  | Croazia                                                                | Amichevole                                                             | -1                                                                     | 46’                                                                    |
| 14-10-2009                                                             | Piatra Neamț                                                           | Romania                                                                | 3 – 1                                                                  | Fær Øer                                                                | Qual. Mondiali 2010                                                    | -1                                                                     |                                                                        |
| 14-11-2009                                                             | Varsavia                                                               | Polonia                                                                | 0 – 1                                                                  | Romania                                                                | Amichevole                                                             | -                                                                      |                                                                        |
| 3-3-2010                                                               | Timișoara                                                              | Romania                                                                | 0 – 2                                                                  | Israele                                                                | Amichevole                                                             | -2                                                                     |                                                                        |
| 2-6-2010                                                               | Villach                                                                | Romania                                                                | 0 – 1                                                                  | Macedonia                                                              | Amichevole                                                             | -1                                                                     |                                                                        |
| 7-9-2010                                                               | Minsk                                                                  | Bielorussia                                                            | 0 – 0                                                                  | Romania                                                                | Qual. Euro 2012                                                        | -                                                                      |                                                                        |
| 9-10-2010                                                              | Saint-Denis                                                            | Francia                                                                | 2 – 0                                                                  | Romania                                                                | Qual. Euro 2012                                                        | -2                                                                     |                                                                        |
| 17-11-2010                                                             | Klagenfurt                                                             | Italia                                                                 | 1 – 1                                                                  | Romania                                                                | Amichevole                                                             | -                                                                      | 46’                                                                    |
| 8-2-2011                                                               | Paralimni                                                              | Romania                                                                | 2 – 2 dts (2 – 4 dtr)                                                  | Ucraina                                                                | Amichevole                                                             | -2                                                                     |                                                                        |
| 26-3-2011                                                              | Zenica                                                                 | Bosnia ed Erzegovina                                                   | 2 – 1                                                                  | Romania                                                                | Qual. Euro 2012                                                        | -2                                                                     |                                                                        |
| 7-6-2011                                                               | San Paolo                                                              | Brasile                                                                | 1 – 0                                                                  | Romania                                                                | Amichevole                                                             | -1                                                                     | 67’                                                                    |
| 12-6-2011                                                              | Asunción                                                               | Paraguay                                                               | 2 – 0                                                                  | Romania                                                                | Amichevole                                                             | -2                                                                     |                                                                        |
| 7-10-2011                                                              | Bucarest                                                               | Romania                                                                | 2 – 2                                                                  | Bielorussia                                                            | Qual. Euro 2012                                                        | -2                                                                     |                                                                        |
| 6-2-2013                                                               | Malaga                                                                 | Romania                                                                | 3 – 2                                                                  | Australia                                                              | Amichevole                                                             | -2                                                                     |                                                                        |
| 26-3-2013                                                              | Amsterdam                                                              | Paesi Bassi                                                            | 4 – 0                                                                  | Romania                                                                | Qual. Mondiali 2014                                                    | -4                                                                     |                                                                        |
| 5-3-2014                                                               | Bucarest                                                               | Romania                                                                | 0 – 0                                                                  | Argentina                                                              | Amichevole                                                             | -                                                                      | 46’                                                                    |
| 4-6-2014                                                               | Lancy                                                                  | Romania                                                                | 1 – 2                                                                  | Algeria                                                                | Amichevole                                                             | -1                                                                     | 48’                                                                    |
| 18-11-2014                                                             | Bucarest                                                               | Romania                                                                | 2 – 0                                                                  | Danimarca                                                              | Amichevole                                                             | -                                                                      |                                                                        |
| 29-3-2015                                                              | Ploiești                                                               | Romania                                                                | 1 – 0                                                                  | Fær Øer                                                                | Qual. Euro 2016                                                        | -                                                                      |                                                                        |
| 23-3-2016                                                              | Giurgiu                                                                | Romania                                                                | 1 – 0                                                                  | Lituania                                                               | Amichevole                                                             | -                                                                      |                                                                        |
| 25-5-2016                                                              | Como                                                                   | RD del Congo                                                           | 1 – 1                                                                  | Romania                                                                | Amichevole                                                             | -1                                                                     |                                                                        |
| 4-9-2016                                                               | Cluj-Napoca                                                            | Romania                                                                | 1 – 1                                                                  | Montenegro                                                             | Qual. Mondiali 2018                                                    | -1                                                                     |                                                                        |
| 15-11-2016                                                             | Grozny                                                                 | Russia                                                                 | 1 – 0                                                                  | Romania                                                                | Amichevole                                                             | -1                                                                     |                                                                        |
| 13-6-2017                                                              | Cluj-Napoca                                                            | Romania                                                                | 3 – 2                                                                  | Cile                                                                   | Amichevole                                                             | -2                                                                     |                                                                        |
| 9-11-2017                                                              | Cluj-Napoca                                                            | Romania                                                                | 2 – 0                                                                  | Turchia                                                                | Amichevole                                                             | -                                                                      | 71’                                                                    |
| 14-11-2017                                                             | Bucarest                                                               | Romania                                                                | 0 – 3                                                                  | Paesi Bassi                                                            | Amichevole                                                             | -3                                                                     |                                                                        |
| Totale                                                                 |                                                                        | Presenze                                                               | 27                                                                     |                                                                        | Reti                                                                   | -31                                                                    |                                                                        |

## Palmarès
- Campionato inglese: 2

Manchester City: 2011-2012, 2013-2014
- Community Shield: 1

Manchester City: 2012
- Coppa di Lega inglese: 1

Manchester City: 2013-2014